# Matheus Leist
Matheus Tobias Leist (Novo Hamburgo, 8 de setembro de 1998), é um automobilista brasileiro com passagens pela IndyCar Series e pela IMSA SportsCar. Foi campeão do Campeonato Britânico de Fórmula 3 em 2016.

## Trajetória esportiva

### Início no kart e nos monopostos
Matheus começou no kart em 2006, quando tinha oito anos. Fez a carreira em São Paulo, disputando a Fórmula 3 Brasil em 2014, competindo pela Hitech Racing na Classe B, e perdendo o título para Vitor Baptista, da Cesário Fórmula.
Em 2015, fez sua primeira temporada fora do país, indo para a Inglaterra disputar a Fórmula 4 Britânica. Competindo contra nomes como Lando Norris e Colton Herta, Leist conseguiu duas vitórias, terminou em quinto no campeonato e "subiu" para a F-3 inglesa.

### Fórmula 3 Inglesa
Em 2016 assinou com a equipe Raikkonen Robertson Racing para correr na Fórmula 3 inglesa. Naquele ano, a equipe era dirigida por Anthony “Boyo” Hieatt, antigo engenheiro de Bruno Senna nos tempos em que o sobrinho de Ayrton Senna esteve na F3 inglesa, tendo como colega o compatriota Enzo Bortoleto.
Foram disputadas 23 corridas em oito fim de semanas diferentes, e ele se sagrou campeão com quatro vitórias e outros sete pódios, fechando com 496 pontos, contra 466 do britânico Ricky Collard.

### Indy Lights

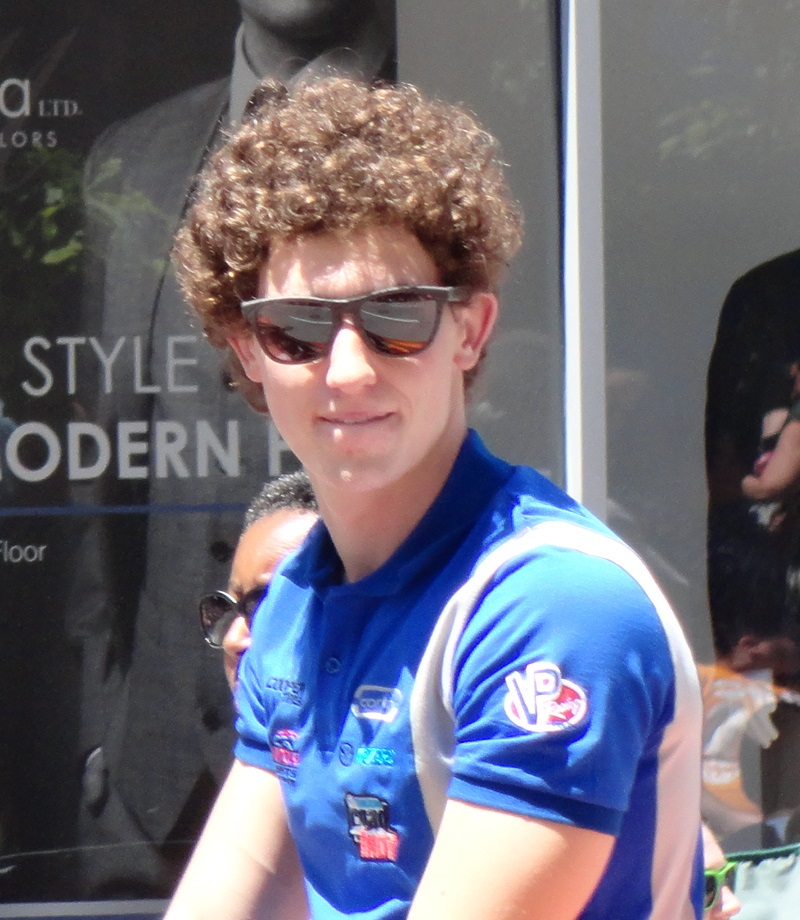
Matheus Leist no Festival Parada 500 Milhas de Indianápolis de 2017

Em 2017, Leist correu na Indy Lights pela equipe Carlin Motorsport. Seu primeiro pódio foi em Indianápolis, e ele venceu três etapas: a Freedom 100, a de Road America e a de Iowa. Leist encerrou o ano em quarto lugar, com 279 pontos, perdendo o título de melhor rookie para Colton Herta.

### Fórmula Indy
Em 2017, Leist testou o carro da equipe Andretti Autosport em Road America. Neste mesmo ano, assinou o contrato para correr pela equipe A.J. Foyt Enterprises ao lado do também brasileiro Tony Kanaan em 2018. O brasileiro correu pela equipe por duas temporadas, e teve como melhores resultados um oitavo lugar em Portland e um quarto lugar no misto de Indianápolis. Ao final de 2019, Leist saiu da Indy e foi correr na IMSA.

### IMSA
Leist se juntou à JDC-Miller MotorSports para algumas rodadas do Campeonato IMSA SportsCar de 2020. Ele fez sua estreia nas 24 Horas de Daytona, correndo no carro 85 ao lado do americano Chris Miller, do colombiano Juan Piedrahita e do francês Tristan Vautier, terminando em quinto. Após alcançar seu melhor resultado com o quarto lugar nas 12 Horas de Sebring, que encerrou a temporada, a JDC-Miller reduziu suas operações para um carro para a temporada de 2021, deixando Leist sem vaga.

### GT4 America Series
Após ficar anos longe do automobilismo, Leist retornou em 2024, no campeonato GT4 America Series, pela equipe RENNtech Motorsport, pilotando o carro número 89 ao lado do veterano norte-americano Michael Auriemma na classe Pro-Am. A dupla venceu a corrida 2 de Sonoma em sua classe, ficando em terceiro na classificação geral, e eles também venceram a corrida 2 de Indianápolis, que encerrava a temporada. Assim, Leist e Auriemma somaram 130 pontos, o que lhes rendeu o quarto lugar na classe Pro-Am.

## Vida pessoal
Matheus é filho de Vanda e Tobias Leist, empresário do setor calçadista e aficionado por carros, e irmão do também piloto Arthur Leist, campeão do Super Nationals (Skusa), mais importante evento do kartismo norte-americano, e atual piloto da Stock Car.
Seu pai é o maior incentivador de sua carreira, tendo levado os dois filhos mais velhos a uma escolinha de kart em Tarumã em 2006, querendo que eles tivessem a oportunidade que nunca teve na infância. Seu maior ídolo é Ayrton Senna e ele também admira Lewis Hamilton, Nico Rosberg, Fernando Alonso, Daniel Ricciardo e Max Verstappen.
Ele tem como coach o piloto de Stock Car Danilo Dirani, que crê que Matheus tem mais capacidade de chegar à F1 dentre os juniores brasileiros devido ao seu talento e à sua mentalidade de vencedor. É torcedor do Internacional, nas horas vagas pratica esportes como futebol, tênis, vôlei, vai à academia e treina no simulador com o irmão.

## Resultados

### Resumo da carreira
| Temporada | Categoria                   | Equipe                 | Corridas | Vitórias | Poles | V.M.R. | Pódios | Pontos | Posição |
| --------- | --------------------------- | ---------------------- | -------- | -------- | ----- | ------ | ------ | ------ | ------- |
| 2014      | Fórmula 3 Brasil - Classe B | Hitech Racing          | 16       | 2        | 0     | 0      | 9      | 115    | 2º      |
| 2015      | Fórmula 4 Britânica         | Double R Racing        | 30       | 2        | 1     | 1      | 7      | 273    | 5º      |
| 2015      | Fórmula 3 Europeia          | Double R Racing        | 3        | 0        | 0     | 0      | 0      | 0      | 41º     |
| 2015-16   | Fórmula 2000 MRF Challenge  | MRF Racing             | 2        | 0        | 0     | 0      | 0      | 20     | 14º     |
| 2016      | Fórmula 3 Inglesa           | Double R Racing        | 24       | 4        | 2     | 6      | 11     | 493    | 1º      |
| 2017      | Indy Lights                 | Carlin                 | 16       | 3        | 2     | 1      | 4      | 279    | 4º      |
| 2018      | IndyCar Series              | A. J. Foyt Enterprises | 17       | 0        | 0     | 0      | 0      | 253    | 18º     |
| 2019      | IndyCar Series              | A. J. Foyt Enterprises | 17       | 0        | 0     | 0      | 0      | 261    | 19º     |
| 2020      | IMSA SportsCar - DPi        | JDC-Miller MotorSports | 5        | 0        | 0     | 0      | 0      | 123    | 11º     |
| 2024      | GT4 America Series - Pro-Am | RENNtech Motorsport    | 4        | 2        | 0     | 0      | 1      | 130    | 4º      |